# Meine Ehre heißt Treue

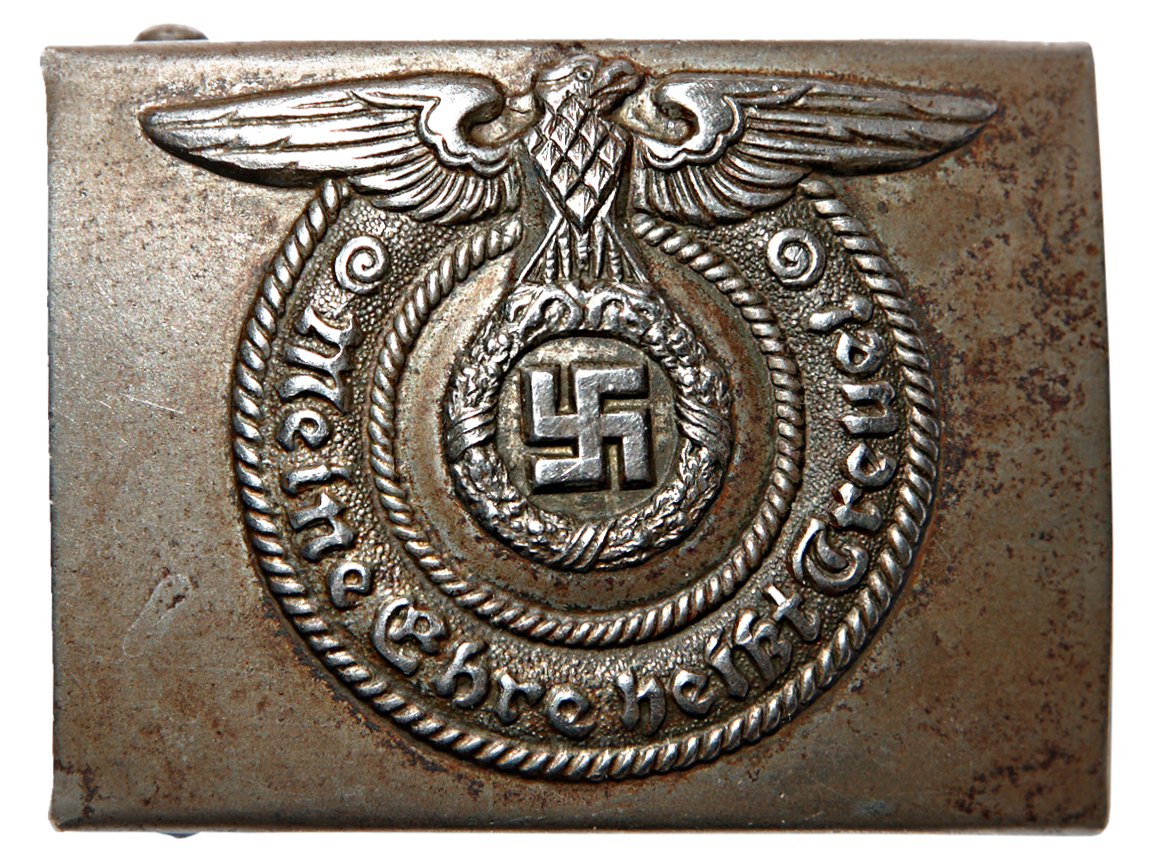
Hebilla de cinturón de las SS que presenta el lema Meine Ehre heißt Treue.

Meine Ehre heißt Treue ("Mi honor se llama lealtad") era el lema de las Schutzstaffel (SS) de la Alemania Nazi.

## Origen
En un contexto nacionalsocialista, la frase Meine Ehre heißt Treue se refiere a una declaración de Adolf Hitler tras la revuelta Stennes, un incidente entre la Sturmabteilung (SA) de Berlín y las SS. A principios de abril de 1931, elementos del SA bajo Walter Stennes intentaron derrocar al líder de la sección de Berlín del Partido nazi. Cuando el jefe de sección Joseph Goebbels huyó con su personal, un puñado de soldados de las SS liderados por Kurt Daluege fueron acribillados mientras intentaba repeler la SA. Después del incidente, Hitler escribió una carta felicitando a Daluege, declarando ... SS-Mann, deine Ehre heißt Treue! ("Hombre de las SS, tu honor se llama lealtad "). Poco después, el Reichsführer-SS Heinrich Himmler, adoptó la versión modificada de esta frase como el lema oficial de la organización.

## Interpretación

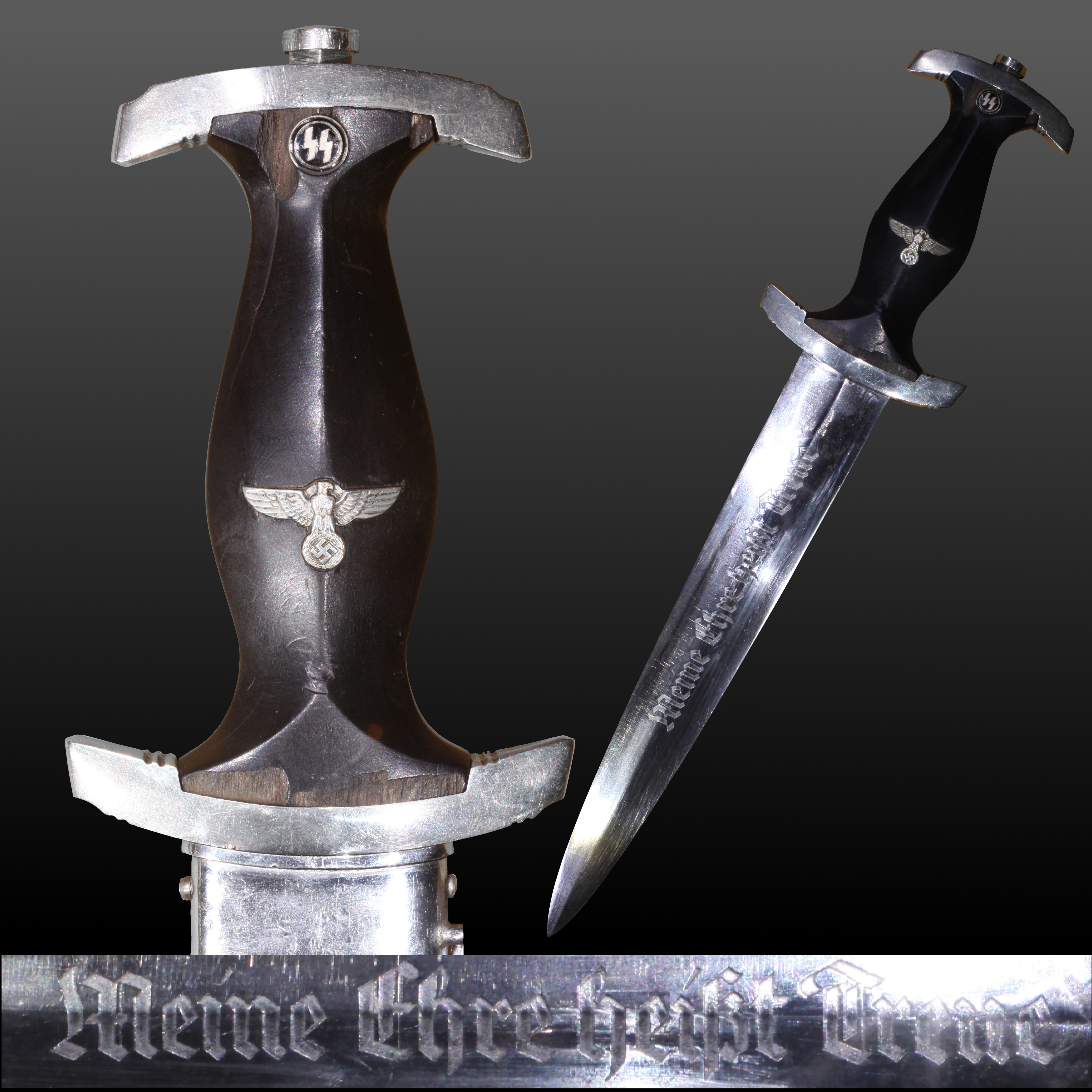
Daga artillera de las SS (Colección de Paul Regnier, Lausanne). El lema Meine Ehre heißt Treue está inscrito en la hoja.

Términos relacionados con la virtud, como el "honor", la "lealtad", el "compañerismo" o la "obediencia" era abundantemente utilizada por las SS. La palabra "lealtad" era a menudo una referencia personal hacia Hitler, como un juramento de lealtad de las SS:
La noción de lealtad no solo hacía referencia hacia un ideal o ética, sino que también hacía referencia personal hacia Hitler y sus delegados.
La identificación de "lealtad" con "honor" implicaba, de forma negativa, la pérdida de honor por desobedecer órdenes. De ahí, el "honor" perdió su significado tradicional: honor en desobedecer órdenes ilegales y criminales se convirtió en un oxímoron , ya que sólo una obediencia ciega era considerada honorable. En el espíritu de las SS, la negativa para cometer crímenes ordenados por un líder constituía un acto deshonroso. Esta nazificación del vocabulario estaba dirigido en obtener una clase de obediencia incondicional que la ley no podría proporcionar, ya que requiere un compromiso hacia los ideales tradicionales de virtudes caballeras.

## Uso
Desde 1932, el lema fue grabado en hebillas de cinturón de las SS. 
Desde 1947, el uso de este lema o las variaciones del mismo se ha proscrito en varios países, particularmente en Austria y Alemania, en sus leyes pertenecientes al uso de símbolos de organizaciones anti-constitucionales, p. ej. en Alemania, está la Strafgesetzbuch 86a.